# Ablabesmyia atromaculata
Ablabesmyia atromaculata är en tvåvingeart som beskrevs av Edwards 1928. Ablabesmyia atromaculata ingår i släktet Ablabesmyia och familjen fjädermyggor. Inga underarter finns listade i Catalogue of Life.